# Dr. Alban
Dr. Alban, pseudoniem van Alban Nwapa (Enugu, 26 augustus 1957), is een Nigeriaanse rapper, die aan het begin van de jaren negentig enkele grote hits had.

## Levensloop
Op 23-jarige leeftijd vertrok hij naar Zweden om tandheelkunde te studeren. In 1990 studeerde hij af en werd hij tandarts. In tegenstelling tot vele rappers die de titel Dr. voeren is Dr. Alban dus daadwerkelijk een dokter. In datzelfde jaar bracht hij zijn eerste single uit, Hello Africa. Zijn hit is geproduceerd door Denniz PoP, die verantwoordelijk is voor de succesvolste singles van Dr. Alban. Zijn grootste hit had hij in 1992 met de single It's My Life, dat in veel landen (waaronder Nederland) de nummer 1-positie bereikte in de Nederlandse Top 40 en de Nationale Top 100. In 1996 maakte hij het nummer Take A Ride met Rob 'n' Raz, dat een hit werd in Zweden.

## Discografie

### Albums
| Album met eventuele hitnotering(en) in de Nederlandse Album Top 100 | Datum van verschijnen | Datum van binnenkomst | Hoogste positie | Aantal weken | Opmerkingen   |
| ------------------------------------------------------------------- | --------------------- | --------------------- | --------------- | ------------ | ------------- |
| Hello Africa                                                        | 1991                  | 18-02-1991            | 43              | 12           |               |
| One Love                                                            | 1992                  | 04-05-1992            | 20              | 20           |               |
| Look Who's Talking - The Album                                      | 1992                  | 17-04-1992            | 28              | 8            |               |
| Born In Africa                                                      | 1996                  | -                     | -               | -            |               |
| The Very Best Of 1990-1997                                          | 1997                  | -                     | -               | -            | verzamelalbum |
| I Believe                                                           | 1997                  | -                     | -               | -            |               |
| Prescription                                                        | 2001                  | -                     | -               | -            |               |
| Back To Basics                                                      | 2008                  | -                     | -               | -            |               |

### Singles
| Single met eventuele hitnotering(en) in de Nederlandse Top 40 | Datum van verschijnen | Datum van binnenkomst | Hoogste positie | Aantal weken | Opmerkingen                                                |
| ------------------------------------------------------------- | --------------------- | --------------------- | --------------- | ------------ | ---------------------------------------------------------- |
| Hello Africa                                                  | 7-1990                | 11-5-1991             | 24              | 5            | met Leila K / nr. 25 in de Nationale Top 100               |
| No Coke                                                       | 9-1990                | 1-6-1991              | 7               | 9            | nr. 7 in de Nationale Top 100                              |
| It's My Life                                                  | 7-1992                | 11-7-1992             | 1 (7wk)         | 17           | nr. 1 in de Nationale Top 100                              |
| One Love                                                      | 9-1992                | 3-10-1992             | 12              | 7            | nr. 14 in de Nationale Top 100                             |
| Sing Hallelujah!                                              | 1-1993                | 27-02-1993            | 7               | 13           | nr. 6 in de Mega Top 50                                    |
| Look Who's Talking                                            | 2-1994                | 5-3-1994              | 4               | 11           | nr. 4 in de Mega Top 50                                    |
| Away From Home                                                | 6-1994                | 25-6-1994             | tip             |              | nr. 45 in de Mega Top 50                                   |
| Let The Beat Go On                                            | 8-1994                | 8-10-1994             | 22              | 6            | nr. 19 in de Mega Top 50                                   |
| Sweet Dreams                                                  | 3-1995                | 18-3-1995             | tip             |              | nr. 44 in de Mega Top 50                                   |
| This Time I'm Free                                            | 10-1995               | 7-10-1995             | tip             |              | nr. 35 in de Mega Top 50                                   |
| Colour The World                                              | 3-1999                | 13-3-1999             | tip             |              | featuring Sash! & Inka Auhagen / nr. 69 in de Mega Top 100 |

| Single met hitnotering(en) in de Vlaamse Ultratop 50 | Datum van verschijnen | Datum van binnenkomst | Hoogste positie | Aantal weken | Opmerkingen      |
| ---------------------------------------------------- | --------------------- | --------------------- | --------------- | ------------ | ---------------- |
| Away From Home                                       | 1994                  | 02-07-1994            | 27              | 10           |                  |
| It's My Life                                         | 1992                  | 25-07-1992            | 1               | 17           |                  |
| Let The Beat Go On                                   | 1994                  | 01-10-1994            | 9               | 12           |                  |
| Look Who's Talking!                                  | 1994                  | 12-03-1994            | 5               | 15           |                  |
| No Coke                                              | 1990                  | 06-07-1991            | 26              | 5            |                  |
| One Love                                             | 1992                  | 03-10-1992            | 8               | 9            |                  |
| Sing Hallelujah!                                     | 1992                  | 27-02-1993            | 3               | 19           |                  |
| This Time I'm Free                                   | 1995                  | 12-8-1995             | 21              | 11           |                  |
| Guess Who's Coming To Dinner                         | 1997                  | 13-09-1997            | tip13           |              | Met Michael Rose |
| Colour The World                                     | 1998                  | 13-03-1999            | 21              | 8            | Met Sash!        |